# El símbolo de la huella
El símbolo de la huella es el nombre del quinto álbum de estudio del grupo de heavy metal colombiano Kraken. Fue lanzado al mercado el 3 de agosto de 1995 a través de Discos Fuentes. El primer sencillo del álbum fue «Silencioso amor». Su segundo sencillo fue «El símbolo de la huella».

## Recepción
Este álbum mostró una faceta exploratoria de la banda. Un álbum de mucha calidad técnica, de sonidos influenciados por el Jazz y el Blues. Para muchos uno de los álbumes más estéticos en la historia del Rock colombiano, aunque este se enmarca en géneros poco comunes como el Adult Oriented Rock o el Soft rock; para su lanzamiento se realizó el segundo montaje escénico musical denominado “La première” presentado en el Teatro Metropolitano de la ciudad de Medellín.
En una entrevista para Raúl “Akira” Álvarez Gómez de España, Elkin manifestaría:

Los 90 fueron tiempos de cambio, llegó el rock alternativo y contrario a dejarnos influir por dicha tendencia, me propuse realizar un álbum totalmente diferente dirigido a una escena más adulta, pues consideré importante tener en cuenta nuestro público natural el cual ya contaba  en su gran mayoría con más de 25 años.(...) Este álbum con tendencia (a.o.r), rock orientado a adultos, con un sonido mas estilizado, lleno de poesía y gran versatilidad musical, contiene soul, jazz, hard, blues y algo de nueva era, por suerte pasaría desapercibido durante muchos años antes de ser apreciado por muchos de nuestros nuevos seguidores quienes lo consideran actualmente una joya musical, atrevida y arraigada a la verdadera esencia conceptual de Kraken.

El símbolo de la huella sería reconocido con el tiempo junto a Piel de cobre como los dos trabajos conceptuales más importantes desarrollados por la banda y a la vez sería el último proyecto en contar con la participación de Jorge Atehortua para ese entonces el bajista y último cofundador de la banda que se retira voluntariamente en diciembre de 1995 para continuar como docente y asesor empresarial.

## Lista de canciones
| N.º | Título                    | Duración |  |
| 1.  | «Las voces del viento»    | 03:49    |  |
| 2.  | «Cuerpo de arena»         | 05:08    |  |
| 3.  | «Silencioso amor»         | 03:36    |  |
| 4.  | «Soy»                     | 05:58    |  |
| 5.  | «Sin naufragar»           | 04:24    |  |
| 6.  | «Respirando tu nombre»    | 05:25    |  |
| 7.  | «Déjame»                  | 04:13    |  |
| 8.  | «Ilusión»                 | 06:45    |  |
| 9.  | «Mujer delfín»            | 04:13    |  |
| 10. | «Danzando en soledad»     | 05:25    |  |
| 11. | «Dimensión real»          | 04:13    |  |
| 12. | «El símbolo de la huella» | 05:25    |  |

## Músicos
- Elkin Ramírez: letras, líricas y voz.
- Henry Borrero: guitarra.
- Bayron Sánchez: guitarra electro-acústica.
- Santiago Restrepo Trespalacios : teclados.
- Jorge Atehortua: bajo eléctrico.
- Felipe Montoya: batería.
- Néstor Gómez y Hernán Cruz: músicos invitados para El símbolo de la huella.